# Niall Binns
Niall Binns (Londres, 1965) es un poeta, hispanista y crítico británico afincado en España. 
Estudió en Oxford, Santiago de Chile y Madrid, y ha vivido también en París y Coímbra. Es profesor de literatura hispanoamericana en la Universidad Complutense de Madrid, y en sus investigaciones se ha especializado en poesía chilena (notablemente en la obra de Nicanor Parra), estudios ecocríticos y la literatura de la guerra civil española.

## Obras

### Poemarios
- 5 love songs (1999)
- Tratado sobre los buitres (2002)
- Canciones bajo el muérdago (Madrid, 2003)
- Oficio de carroñero (Caracas, 2006)
- Tratado sobre los buitres (Jujuy, Argentina, 2009, 2ª ed.)
- Salido de madre. Antología (Santiago de Chile, 2010)
- Tratado sobre los buitres (Santiago de Chile, 2011, 3ª ed. ampliada)

### Ediciones
- 2000: Jorge Teillier, El árbol de la memoria. Antología poética (selección y prólogo, Madrid)
- 2001: Nicanor Parra, Páginas en blanco (selección, Madrid/Salamanca)
- 2003: Dylan Thomas, Muertes y entradas (selección, traducción y prólogo en colaboración con Vanesa Pérez-Sauquillo, Madrid)
- 2006 y 2011: Nicanor Parra, Obras completas & algo + (introducción al primer tomo y anotación, en colaboración con Ignacio Echevarría, Barcelona)
- 2012: La antología de Nicanor Parra según Niall Binns
- 2012: Ecuador y la guerra civil española. La voz de los intelectuales
- 2012: Argentina y la guerra civil española. La voz de los intelectuales
- 2015: Cuba y la guerra civil española. La voz de los intelectuales (en colaboración con Jesús Cano Reyes y Ana Casado Fernández)
- 2016: Uruguay y la guerra civil española. La voz de los intelectuales
- 2019: Roberto Gómez, Charlas de café sobre la guerra civil española (edición crítica, Madrid)

### Ensayos
- Un vals en un montón de escombros: poesía hispanoamericana entre la modernidad y la postmodernidad (1999)
- Nicanor Parra (2000)
- La poesía de Jorge Teillier: la tragedia de los lares (2001)
- ¿Callejón sin salida? La crisis ecológica en la poesía hispanoamericana (2004)
- La llamada de España. Escritores extranjeros en la guerra civil (2004)
- Voluntarios con gafas. Escritores extranjeros en la guerra civil española (2009).
- Nicanor Parra o el arte de la demolición (2014)
- Si España cae -digo, es un decir-. Intelectuales de Hispanoamérica ante la República Española en guerra (2020)

## Premios
- Premio de Poesía Villafranca del Bierzo, 1999
- Premio Internacional de Poesía Gabriel Celaya, 2002